# Anna Konert
Anna Konert (ur. 12 grudnia 1981) – polska prawniczka, profesor nauk społecznych, dziekan Wydziału Prawa i Administracji Uczelni Łazarskiego.

## Życiorys
W 2005 ukończyła studia prawnicze na Wydziale Prawa i Administracji Uniwersytetu Mikołaja Kopernika w Toruniu. Otrzymała nagrodę rektora jako najlepsza absolwentka w roku 2005, a także stypendium ministra nauki i szkolnictwa wyższego. Dnia 16 czerwca 2009 uzyskała na WPiA UMK stopień doktora nauk prawnych na podstawie napisanej pod kierunkiem Mirosława Nesterowicza pracy pt. Odpowiedzialność cywilna przewoźnika lotniczego w przewozie międzynarodowym, zaś 14 kwietnia 2015 ten sam wydział nadał jej stopień doktora habilitowanego nauk prawnych po obronie rozprawy pt. Odpowiedzialność za szkodę na ziemi wyrządzoną ruchem statku powietrznego. Postanowieniem z dnia 3 lutego 2025 Prezydent Rzeczypospolitej Polskiej Andrzej Duda nadał Annie Konert tytuł profesora nauk społecznych w dyscyplinie nauki prawne.
W październiku 2009 rozpoczęła pracę jako adiunkt w Katedrze Prawa Cywilnego na Wydziale Prawa i Administracji Uczelni Łazarskiego, ponadto w grudniu tego samego roku została prodziekanem tego wydziału ds. nauki i współpracy międzynarodowej. Następnie uzyskała awans na stanowisko profesora nadzwyczajnego. W 2014 objęła stanowisko dyrektora Instytutu Prawa Lotniczego i Kosmicznego. Od 1 lipca 2018 pełni funkcję dziekana WPiA UŁa.
W latach 2006–2007 pracowała w departamencie prawnym przewoźnika lotniczego Air France w Nowym Jorku, zaś w latach 2009–2011 prowadziła własną działalność gospodarczą w zakresie doradztwa prawnego. W 2014 uzyskała wpis na listę radców prawnych. Została wiceprezesem Polskiego Klubu Lotniczego oraz opiekunką Międzywydziałowego Koła Naukowego Prawa Lotniczego „Avion”. Objęła także stanowisko dyrektora Autoryzowanego Centrum Szkoleń IATA. W styczniu 2023 została powołana do grupy radców prawnych Europejskiej Agencji Bezpieczeństwa Lotniczego.